# 波西耶特灣
波西耶特灣（羅馬化：Zaliv Posyeta）是位於彼得大帝灣的海灣，由濱海邊疆區哈桑区負責管轄，長33公里，寬31公里，最深处45米，岸长210公里，深10米以上，面积445平方公里。在其内分布着小海湾——特罗伊齐湾、探险湾、帕拉达探险湾和诺夫哥罗德湾，其中建有波西耶特湾和扎鲁比诺港。波西耶特、扎鲁比诺、克拉斯基诺和安德列耶夫卡分布在海湾岸边。以航海家康斯坦丁·波西耶特命名。